# Ocipodoïdeus
Els ocipodoïdeus (Ocypodoidea) són una superfamília de crustacis decàpodes, nomenats a partir del gènere Ocypode, que inclou diverses espècies de crancs.

## Taxonomia
La superfamília Ocypodoidea inclou 342 espècies en set famílies:
- Família Camptandriidae Stimpson, 1858
- Família Dotillidae Stimpson, 1858
- Família Heloeciidae Milne Edwards, 1852
- Família Macrophthalmidae Dana, 1851
- Família Mictyridae Dana, 1851
- Família Ocypodidae Rafinesque, 1815
- Família Xenophthalmidae Stimpson, 1858